# Meridiano 170 E
O meridiano 170 E é um meridiano que, partindo do Polo Norte, atravessa o Oceano Ártico, Ásia, Oceano Pacífico, Oceano Antártico, Antártida e chega ao Polo Sul. Forma um círculo máximo com o Meridiano 10 W.
Começando no Polo Norte, o meridiano 170º Este tem os seguintes cruzamentos:
| País, território ou mar | Notas |
| ----------------------- | --- |
| Oceano Ártico           | |
| Mar Siberiano Oriental  | |
| Rússia                  | Okrug Autónomo de Chukotka Krai de Kamchatka                                                                                             |
| Mar de Bering           | |
| Oceano Pacífico         | Passa a oeste do Atol Bikar, Ilhas Marshall · Passa a leste do Atol Utirik, Ilhas Marshall · Passa a leste do Atol Ailuk, Ilhas Marshall |
| Ilhas Marshall          | Atol Wotje e Atol Erikub |
| Oceano Pacífico         | Passa a leste de Anuta, Ilhas Salomão · Passa a oeste de Futuna, Vanuatu · Passa a leste da ilha Anatom, Vanuatu                         |
| Nova Zelândia           | Ilha Sul |
| Oceano Pacífico         | Passa a leste da Ilha Campbell, Nova Zelândia                                                                                            |
| Oceano Antártico        | |
| Antártida               | Dependência de Ross, reclamada pela Nova Zelândia                                                                                        |
| Oceano Antártico        | Mar de Ross |
| Antártida               | Dependência de Ross, reclamada pela Nova Zelândia                                                                                        |